# Parepistaurus lobicercus
Parepistaurus lobicercus är en insektsart som beskrevs av Boris Petrovich Uvarov 1953. Parepistaurus lobicercus ingår i släktet Parepistaurus och familjen gräshoppor. Inga underarter finns listade i Catalogue of Life.